# 耶尔利卡亚
耶尔利卡亚（土耳其語：Yerlikaya）是土耳其姓氏，由单词yerli（意为“本土”）和kaya（意为“石头”）组合而来。著名人物包括：
- 阿里·耶尔利卡亚，土耳其政治人物
- 哈姆扎·耶尔利卡亚，古典式摔跤运动员

|  | 本页或本分段罗列了姓氏为「耶尔利卡亚」的人物。 如果是一个指代特定个人的内链将您引导到本页，請考慮修正該人物的名字以將链接指向正確的條目。 |